# Plagiostenopterina claudiana
Plagiostenopterina claudiana är en tvåvingeart som beskrevs av Mcalpine 1973. Plagiostenopterina claudiana ingår i släktet Plagiostenopterina och familjen bredmunsflugor. Inga underarter finns listade i Catalogue of Life.